# 561 هـ
561 هـ هي سنة في التقويم الهجري امتدت مقابلةً في التقويم الميلادي بين سنتي 1165 و1166.

## مواليد
- ابن الرومية

## وفيات
- أبو محمد عبد الله الأشيري
- عبد القادر الجيلاني
- نصر الإسكندري
- المهذب الأسواني
- عبد القادر الكيلاني